# Hippolyte Verly
Hippolyte Verly, né le 22 octobre 1838 à Lille et mort le 19 juillet 1916 dans la même ville, est un journaliste et écrivain français.

## Biographie
Il fut rédacteur en chef puis directeur du quotidien lillois L'Écho du Nord, conseiller municipal de Lille, fondateur du Syndicat de la Presse départementale, de la Société amicale des Enfants du Nord et du Pas-de-Calais, membre de la Commission historique du Nord et de l'Administration des Musées de Lille, fondateur et vice-président de la Société de Géographie de Lille, Président de la Société des Sciences de Lille (1894), membre fondateur de la Société artistique, membre de la Société des Gens de Lettres (depuis 1881).
Il a été nommé chevalier de la Légion d'honneur en 1878.
Lié à Joseph-Emmanuel Van Driesten, il fit la préface entre autres de La Marche historique de Lille (Durand, 1894).

## Publications sélectives
- Essai de biographie lilloise contemporaine, 1800-1869, Lille : Leleu, 1869.
- Histoires du Pays Flamand, Paris : Plon et Cie, 1879.
- Les contes flamands, Paris : Plon, Nourrit et Cie, 1885.
- Lille il y a cent ans, Lille, Impr. L. Danel, 1903. Accessible en texte intégral sur LillOnum.
- Un maître flamand : J. Van Driesten, étude d'art, illustrations, Lille, L. Danel, 1904.